# Robert Grzywna

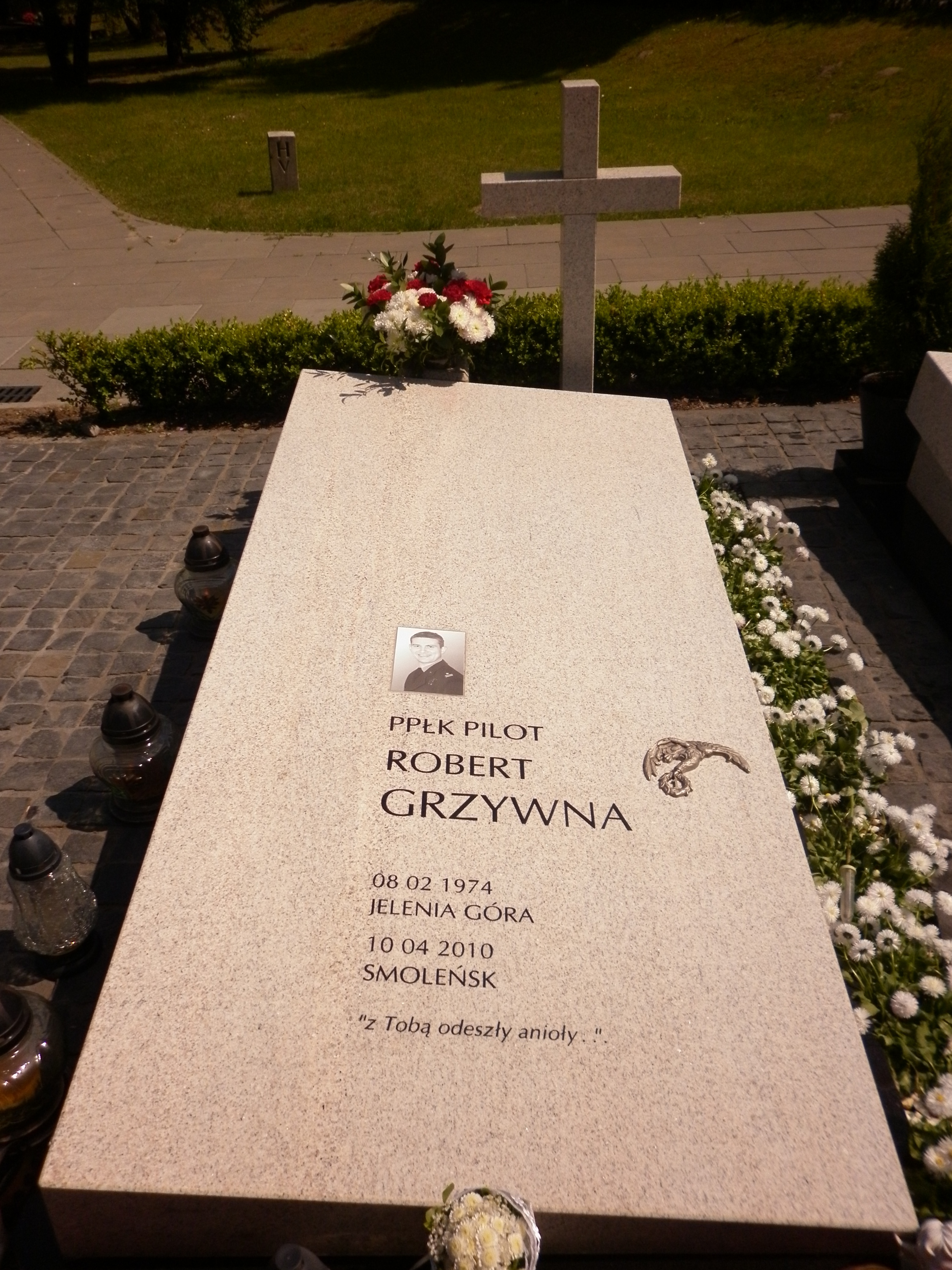
Grab von Robert Grzywna auf dem Powązki-Militärfriedhof in Warschau

Robert Marek Grzywna (* 8. Februar 1974 in Chocianów in der Woiwodschaft Niederschlesien; † 10. April 2010 in Smolensk, Russland) war ein polnischer Pilot und Major der Polnischen Luftstreitkräfte.

## Leben
Grzywna beendete im Jahr 1993 seine Schulausbildung am Allgemeinbildenden Gymnasium für Luftfahrt (Ogólnokształcące Liceum Lotnicze im. F. Żwirki i S. Wigury) in Dęblin in der Woiwodschaft Lublin.
1997 beendete Grzywna seine Ausbildung an der Offiziershochschule der Luftstreitkräfte (Wyższa Szkoła Oficerska Sił Powietrznych) in Dęblin. Im gleichen Jahr begann er seinen Dienst beim 36. Spezialgeschwader der Transportflieger (36 Specjalny Pułk Lotnictwa Transportowego), seit 2009 war er dort Besatzungskommandant (Dowódca załogi).
2003 beendete er sein Aufbaustudium mit Magister an der Akademie zur Verteidigung der Nation (Akademia Obrony Narodowej) am Institut für Luftwaffe und Luftverteidigung (Instytut Lotnictwa i Obrony Powietrznej). Bis zu seinem Tod hatte er 1939 Flugstunden absolviert und galt als erfahrener Pilot.
Am 10. April 2010 flog Robert Marek Grzywna als zweiter Pilot zusammen mit Arkadiusz Protasiuk als Flugkapitän eine polnische Delegation um Staatspräsident Lech Kaczyński, die anlässlich des siebzigsten Jahrestages des Massakers von Katyn zur Gedenkstätte nach Russland reisen sollte. Beim Landeanflug auf den Zielflughafen Smolensk-Nord herrschte dichter Nebel, und es kam zum Unfall der Maschine. Grzywna kam gemeinsam mit seiner Besatzung und den Passagieren – zum größten Teil hochrangige Repräsentanten Polens – ums Leben.
Robert Grzywna wurde zu Lebzeiten mit der Bronzemedaille für Verdienste für die Verteidigung des Landes (Brązowy Medal Za zasługi dla obronności kraju) ausgezeichnet. Postum wurde er am 15. April 2010 zum Oberstleutnant befördert und bekam am 16. April 2010 das Ritterkreuz des Ordens Polonia Restituta (Krzyż Kawalerski Orderu Odrodzenia Polski) verliehen.
Grzywna war verheiratet und hatte eine Tochter.